# Paavo Heininen

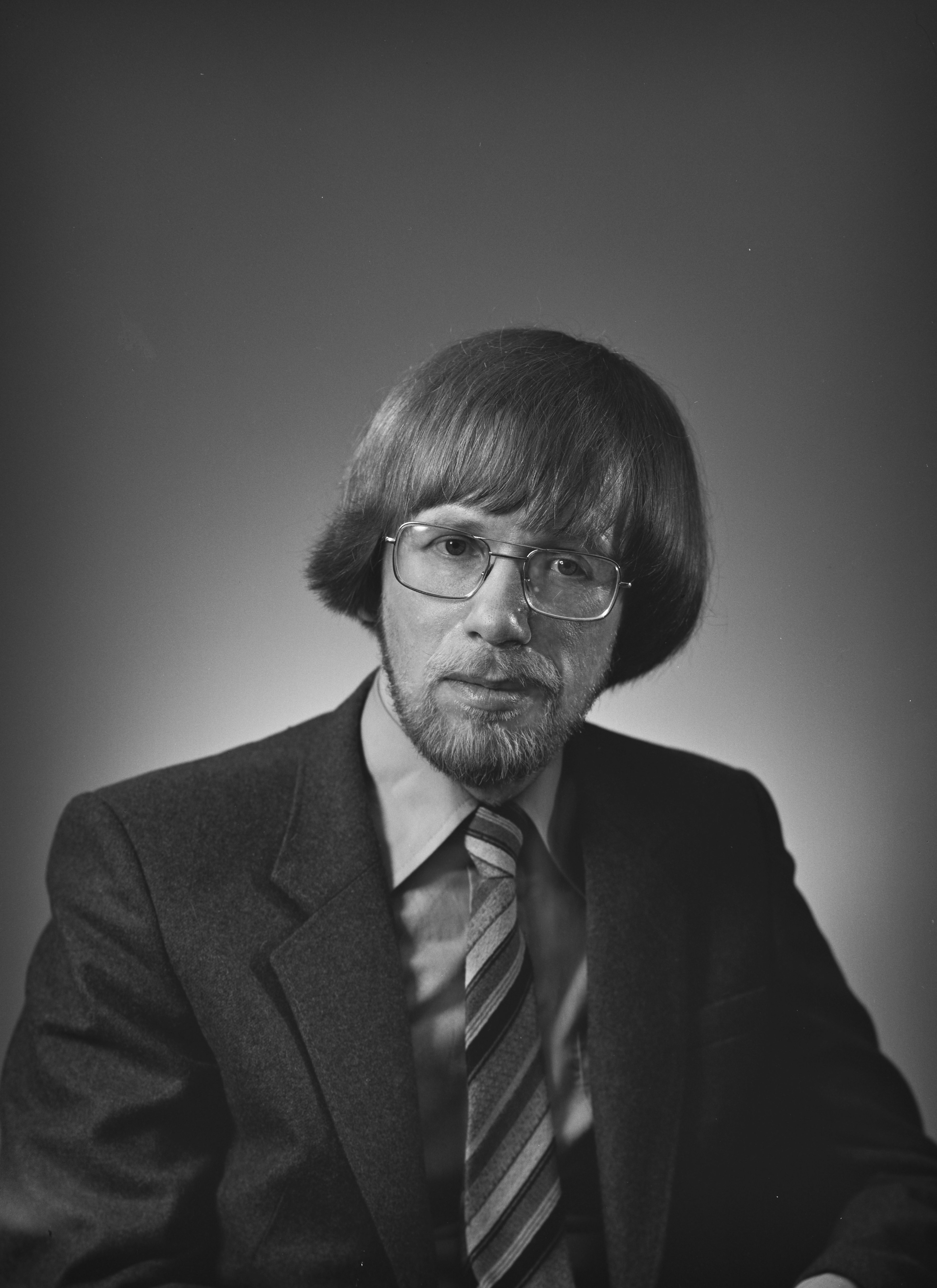
Paavo Heininen im Jahr 1982

Paavo Johannes Heininen (* 13. Januar 1938 in Helsinki; † 18. Januar 2022 in Järvenpää) war ein finnischer Komponist, Pianist und Hochschullehrer.

## Leben und Werk
Heininen studierte Komposition an der Sibelius-Akademie in Helsinki, u. a. bei Aarre Merikanto, an der Juilliard School in New York bei Vincent Persichetti und an der Hochschule für Musik Köln, u. a. bei Bernd Alois Zimmermann. Als Pianist trat er unter anderem als Solist bei der Uraufführung eigener Werke hervor. Heininen unterrichtete zunächst an der Musikschule in Turku und war ab 1966 Dozent, von 1993 bis 2001 Professor für Komposition an der Sibelius-Akademie.
Heininen gilt als einer der konsequentesten Vertreter eines modernistischen, vor allem von der französischen und deutschen seriellen Musik der 1950er und 1960er Jahre beeinflussten Stils in Finnland; in dieser Hinsicht kommt ihm dort eine Vorreiterrolle zu. In seinem Werk finden sich aber durchaus auch andere Elemente; so gibt es einige neoklassizistische Anklänge, und er erhielt wichtige Anregungen von Witold Lutosławski.
Auch wenn Heininen als Komponist bereits frühzeitig zahlreiche Aufträge erhielt und seine Musik regelmäßig aufgeführt wurde, galt er in seinem Heimatland lange als „schwieriger“ oder „umstrittener“ Komponist, der sich oft unverstanden fühlte. Dennoch wird er schon seit langem als eine der prägendsten Persönlichkeiten der finnischen Musikgeschichte der Nachkriegszeit angesehen. 1983 erhielt er ein 15-jähriges Künstlerstipendium des finnischen Staates, eine der wichtigsten in Finnland vergebenen Auszeichnungen.
Zu seinen Hauptwerken gehören zwei Opern, sechs Sinfonien, vier Klavierkonzerte sowie zahlreiche weitere Orchester-, Chor- und Kammermusikkompositionen. Obwohl Heininen teilweise Computerprogramme als Hilfsmittel bei der Komposition nutzt, hat er nur wenige elektronische Werke veröffentlicht.
Sein Einfluss als Lehrer auf die nachfolgenden Komponistengenerationen in Finnland ist enorm. Zu seinen bekanntesten Schülern zählen Magnus Lindberg, Kaija Saariaho und Veli-Matti Puumala; darüber hinaus war aber eine Vielzahl der jüngeren finnischen Komponisten für kürzere oder längere Zeit seine Studenten.

## Kompositionen (Auswahl)

### Bühnenwerke
- Silkkirumppu (Die Seidentrommel) (1981–83), Oper (als „Konzert für Sänger, Schauspieler, Worte, Bilder und Bewegungen“ bezeichnet), Libretto: Paavo Heininen und Eeva-Liisa Manner nach einem japanischen Nō-Schauspiel
- Veitsi (Das Messer) (1985–88), Oper, Libretto: Veijo Meri

### Orchester
- 6 Sinfonien (Nr. 1: 1958, rev. 1960; Nr. 2: 1962; Nr. 3: 1969, rev. 1977; Nr. 4: 1971; Nr. 5: 2001/02; Nr. 6: 2015)
- Adagio...concerto per orchestra in forma di variazioni... (1963, rev. 1966)
- Dia (1979)
- Werkreihe op. 66a-i (seit 1994), überwiegend für Streich- oder Kammerorchester

### Solokonzerte
- 4 Klavierkonzerte (Nr. 1: 1964, Nr. 2: 1966, Nr. 3: 1981, Nr. 4: 2001–05)
- Saxophonkonzert (1983)
- Cellokonzert (1985)
- Tuuminki (A Notion ...of what might have been Aarre Merikanto's 3rd violin concerto) für Violine und Orchester (1993)
- Violinkonzert (1999)

### Chor
- Eläinten Te Deum (Te Deum der Tiere) (2000–) für Soli, Chor und Orchester

### Kammermusik
- Streichquartett Nr. 1 Kwartet smyczkowy (1974), Nr. 2 Anadyr.mpl (1992–94)
- Streichquintett (2001)
- Klaviertrio pu-na-kert-tu-set jo.. (2002–03)

### Solowerke
- Poesia squillante ed incandescente – Sonata per pianoforte (1974)